# Jacquerie
Pour l’historique du patronyme, voir Jacquerie (patronyme).
Pour les articles homonymes, voir Guerre des Paysans.

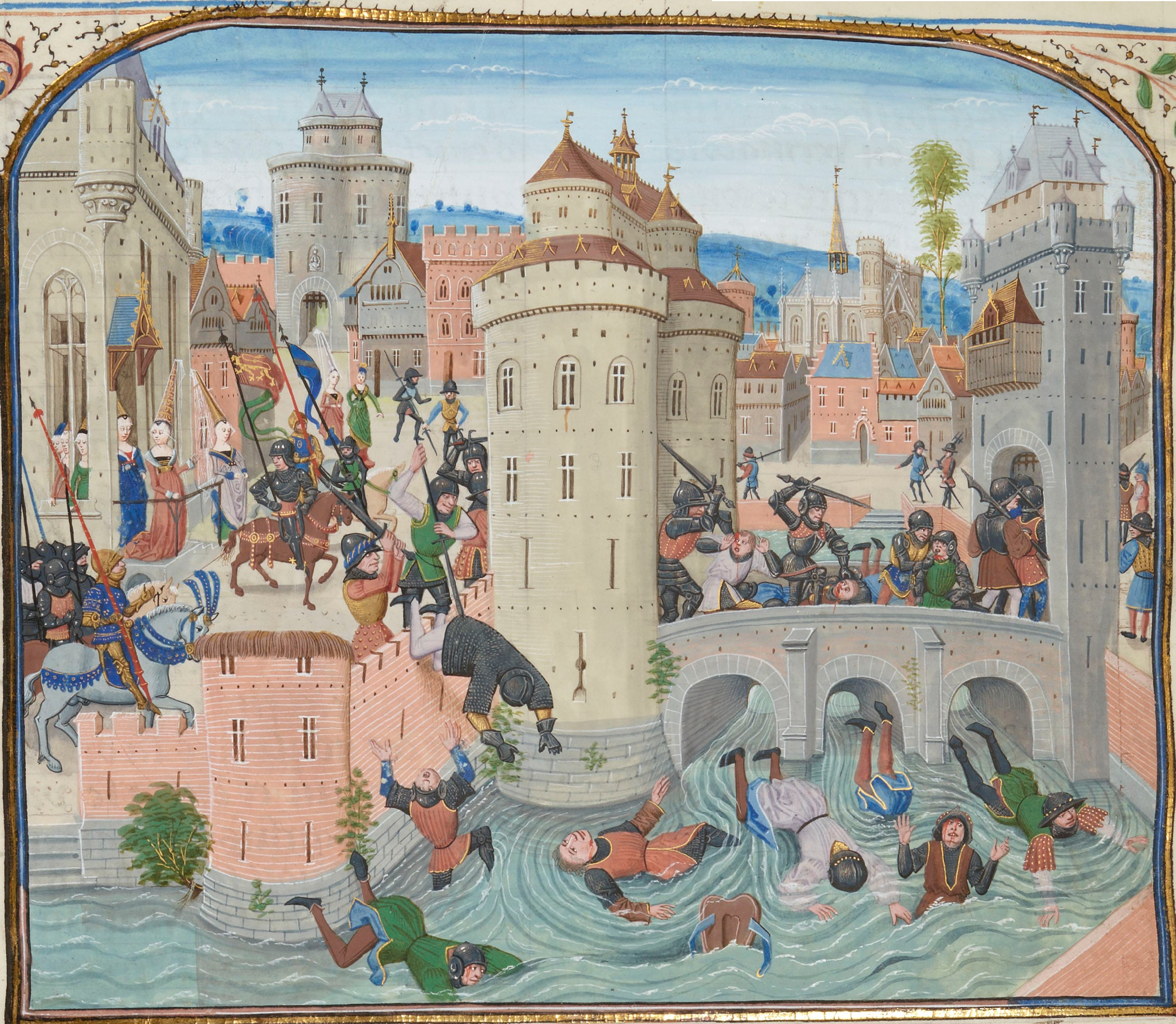
Tandis qu'ils tentent de prendre la forteresse du marché de Meaux où est retranchée la famille du dauphin Charles, les jacques et leurs alliés parisiens sont surpris par une charge de chevalerie de Gaston Phébus et Jean de Grailli (9 juin 1358).

Le terme jacquerie désigne la Grande Jacquerie de 1358, et, par extension, de nombreuses révoltes paysannes dans l'Occident médiéval et dans l'Europe d'Ancien Régime. Il est aussi utilisé pour désigner des révoltes paysannes de la période révolutionnaire et, de façon analogue, en sciences politiques pour désigner tout soulèvement paysan.
La question sociale est longtemps d'abord la question agraire, le régime de propriété et d'usage des terres agricoles, et des abus ressentis : esclavage, féodalisme, servage, mouvement social, cahier de doléances, redistribution des terres…

## Jacqueries antiques
Parmi les crises sociales et/ou crises politiques, suivies ou non de réformes économiques et/ou de redistribution des richesses, dès l'antiquité : anadasmos, clérouquie, question agraire à Rome, guerre servile, révolte d'esclaves, guerres civiles romaines, sécessions de la plèbe.
- 17 : Révolte des Lulins et Révolte des Sourcils Rouges (Chine)
- 40-44 : Révolte d'Aedemon (Maurétanie/Maroc)
- IIIe – Ve siècle (Antiquité tardive) :
  - Bagaudes (Gaule, Hispanie), dont 260-286, 409-417, 435-456
  - Circoncellions (donatistes agonistiques, soldats du Christ en Afrique romaine)…
  - Liste des révoltes et guerres civiles byzantines

## Jacqueries médiévales

### En France
- 996 : Révolte normande de 996
- 1095 : Famines et révoltes paysannes en Normandie
- 1175 : Commune du Laonnois
- 1251 : Première croisade des pastoureaux en Picardie, Paris, Normandie, Orléanais, Berri, puis extension jusqu'au Midi de la France, en Italie du Nord et en Rhénanie
- 1320 : Seconde croisade des pastoureaux, en Normandie, Paris, Saintonge, Limousin et Périgord, Guyenne, Languedoc…
- 1346 : Révolte des serfs des environs de Nevers contre les tailles des moines de La Charité-sur-Loire
- 1358 : Grande Jacquerie, principalement écrasée à Mello, menée par Jacques Bonhomme (Guillaume Carle)
- 1363-1384 : Révolte des Tuchins, révolte en grande partie paysanne, survenue en Languedoc puis au Languedoc, contre la pression fiscale et les exactions des mercenaires
- 1382 : Révolte de la Harelle (Rouen, Normandie)
- 1382 : Révolte des Maillotins (Paris)
- 1405-1406 : Soulèvements à Metz
- 1434-1435 : Révoltes paysannes, contre les Anglais, en Normandie (Pays de Caux, Lillebonne, Montivilliers, Tancarville, puis Caen, Bayeux, Avranches)
- 1436 : Fédération de paroisses normandes pour l'allègement des taxes
- 1442 : Soulèvements en Anjou

### Ailleurs
- 1220-1559 : Bauernrepublik (République de paysans de Dithmarse, Liberté frisonne, Frise, Saint-Empire), dont la victorieuse bataille de Hemmingstedt (1500)
- 1277-1280 : Révolte d'Ivaylo (en) (Bulgarie)
- 1323-1328 : Révolte des Karls, en Flandre maritime
- 1342-1350 : Zélotes de Thessalonique (en)
- 1343-1345 : Soulèvement de la nuit de la Saint-George (Estonie)
- 1347 : Révolte de Cola di Rienzo (1313-1354)
- 1358 : Révolte de Sambucucciu d'Alandu contre les seigneurs corses
- 1378 : révolte des Ciompi (République de Florence)
- 1381 : Révolte des paysans anglais du Kent (Angleterre, 1381)
  - John Wyclif, John Ball (prêtre), Révolte des paysans anglais, Wat Tyler
  - John et William Merfold (en)
- 1401-1409 : Soulèvements en Samogitie (en) (Lituanie, Ordre Teutonique)
- 1420-1434 : Soulèvements hussites (Bohême)
- 1431 et 1467 : Révoltes d'Irmandiño (en) (Galicie, Espagne)
- 1434-1436 : Révolte d'Engelbrekt (Dalécarlie, Suède)
- 1437- 1438 : Révolte de Bobâlna (Transylvanie, Roumanie)
- 1441 : Rébellion de Kakitsu (Japon)
- 1450 : Révolte de Jack Cade (en) (Kent, sud-est de l'Angleterre)
- 1453-1454 : Révolte de Morée de 1453-1454 (Péloponnèse, Grèce)
- 1462-1486 : Guerre des Remences (en) (Catalogne)
- 1478 : Révolte paysanne slovène de 1478 (en)
- 1497 : Premier soulèvement cornique (Cornouailles, Angleterre)

## Jacqueries modernes
- 1489 : Révolte anti-seigneuriale, en Basse-Bretagne (Plouyé, Quimper-Corentin…)
- 1492 : Jacquerie du Faucigny
- 1493 : Alsace, des bourgmestres de Sélestat soutiennent une révolte paysanne

### Jacqueries duXVIesiècle
- 1524-1526 : Révolte des Rustauds, dans le Saint-Empire, Guerre des paysans en Alsace et en Lorraine
- 1589 : Révolte anti-seigneuriale, en Auvergne et Dauphinois
- 1589 : Soulèvement des Francs-Museaux, en Languedoc (Châteauvert, Lijans)
- 1591 : Grèves fiscales en Languedoc, révolte des croquants
- 1592 : Soulèvement en Bourgogne…

Selon Boris Porchnev, on peut repérer au XVIe siècle trois grandes vagues de jacqueries :
1. 1520-1550 : la plus célèbre, celle des pitauds
2. 1570-1590 : les soulèvements favorables à la Ligue catholique, notamment celle des gautiers en Perche, Maine et Normandie
3. 1590-1600 : les soulèvements des partisans du roi, les croquants

#### Ailleurs
- 1510-1514 : Révolte de Hvar (en) (Croatie, Vénétie)
- 1511 : Crudele giovedì grasso (Jeudi gras cruel, Frioul, Italie)
- 1514 : Révolte de György Dózsa (Transylvanie, Hongrie)
- 1515 : Révolte paysanne slovène (en) (Slovénie)
- 1515-1523 : Arumer Zwarte Hoop (Frise, Pays-Bas)
- 1536-1810 : Guerre d'Arauco (Chili), nationale
- 1572-1573 : Révolte paysanne croato-slovène de 1573 (en), Gornja Stubica (Hrvatsko Zagorje, Croatie), menée par Matija Gubec
- 1591-1594 : Guerre du Rappen (Suisse)
- 1595-1597 : guerre des gourdins (en) (Suède-Finlande)

### Jacqueries sous Richelieu (1624-1642)
La période du ministère de Richelieu [réf. nécessaire] est celle qui a vu se développer le nombre le plus important de graves révoltes. L'engagement de la France dans la guerre de Trente Ans fait beaucoup augmenter les impôts, et de plus dans cette guerre, la France combat la très catholique couronne d'Espagne et est alliée à des puissances protestantes du nord.
De plus, le renforcement du pouvoir royal et du centralisme est contesté, tout comme la politique fiscale du cardinal, intervenant dans un contexte économique difficile.
Les révoltes sont une grave opposition à la guerre et à des impôts trop élevés. On y voit apparaître les cris de : « vive le roi sans gabelle ».
La répression est inégale selon qu’elle soit dirigée par les officiers locaux (faible) ou par les troupes royales (rapide et exemplaire).
Ces révoltes ne menacent pas réellement l’État car elles n'ont pas véritablement de programme cohérent, mais sont une forte opposition à la politique de Richelieu. Les plus graves sont celles des croquants dans le Sud-Ouest et de la révolte des Nu-pieds de Normandie.
- 1634 : Révolte des croquants du Quercy
- 1639 : Révolte des va-nu-pieds ou Révolte des Nu-pieds, en Normandie
- 1639 : Révoltes paysannes, en Auvergne, Rouergue, Dauphiné, Vallée du Rhône, Languedoc : cherté du blé, taxes, impôt royal triplé

### Jacqueries du temps de laFronde(1648-1653)
Autre fronde, celle des paysans en 1648-1649, antimilitaire et antifiscale. On souhaite une décentralisation et une autogestion locale.

### Jacqueries sousLouis XIV(1650-1715)
Au XVIIe siècle, les paysans vivent presque exclusivement des produits de la terre qu'ils cultivent, ou au moyen d’achats et d’échanges limités aux voisins immédiats. Ils ont une vie simple. Survient-il une mauvaise année, une calamité agricole, de la grêle, des inondations, et les récoltes sont compromises. Si les récoltes sont mauvaises, c’est d’abord une hausse des prix, puis, très rapidement, une disette.
Contrairement à une opinion très répandue, l’histoire de ces misères commence très tôt dans le règne de Louis XIV. La famine s’abat sur la France en 1662 ; on assiste à un exode rapide des paysans vers la ville, où ils cherchent du secours et envahissent les hospices. D’autres calamités viennent accabler les paysans ; les épidémies déciment les populations affaiblies par le manque de nourriture, et la charge des impôts, la gabelle (impôt sur le sel), le papier timbré apparaissent comme un insurmontable fardeau imposé par l’État.
La plupart des soulèvements populaires qui ont troublé le royaume, surtout le Sud-Ouest, de 1624 à 1670, ont été provoqués par ces pressions fiscales. Ce sont les laboureurs, les fermiers, les gros métayers qui se soulèvent le plus volontiers. La jacquerie française du XVIIe siècle n'est pas une action désespérée.
Les révoltes sont innombrables et généralement réprimées avec une extrême dureté :
- en 1662, la révolte des Lustucru dans le Boulonnais se solde par l'exécution de quatre meneurs et l’envoi de quatre cents rebelles aux galères.
- en 1664, Jean-Baptiste Colbert ayant à nouveau imposé la gabelle aux pays rédimés, en Gascogne, un aventurier, Bernard d'Audijos, prend le commandement des révoltés et tient tête pendant deux ans à l’armée royale. Quand il est enfin pris, le roi, devant sa popularité, n’ose pas sévir, le gracie et le nomme colonel.
- un des plus graves soulèvements est la jacquerie vivaraise de 1670, dite Révolte de Roure, au Vivarais. Un inconnu avait fait courir une rumeur : un édit allait créer de nouvelles taxes plus vexatoires encore que celles qui existaient. Une émeute grossit à Aubenas et aux environs. Les pillages commencent. Les révoltés trouvent un chef en la personne d'Anthoine du Roure. Aux pillages succèdent les incendies et les meurtres. Les « Rourois » ont soulevé une nouvelle jacquerie. Cette révolte se termine en défaite, suivie d’une répression sanglante. Du Roure est arrêté et exécuté.
- en 1675, les nouvelles taxes levées pour la guerre de Hollande provoquent la révolte du papier timbré (dont le nom provient de la mise en vigueur en 1674 d’un édit inappliqué de 1655, selon lequel tout acte susceptible d'être présenté en justice devait être désormais rédigé sur du papier timbré pour pouvoir être enregistré) :
  - en 1674, en Guyenne, plusieurs villes se révoltent. La répression est particulièrement dure : Bordeaux doit loger deux cent neuf compagnies d’infanterie et de cavalerie à ses frais ;
  - l’augmentation des droits d’octroi soulève la fureur populaire au Mans ;
  - la Bretagne avait racheté deux millions de livres les droits sur le tabac et la vaisselle d’étain. Or, depuis l’union de la France et de la Bretagne en 1532, tout nouvel impôt doit être accepté par les États de Bretagne. Ces taxes provoquèrent un vif mécontentement, principalement à Rennes, à Nantes et en Cornouaille : elles y amenèrent la révolte antifiscale des Bonnets Rouges, en 1675. Les paysans prirent les armes, dirigés par Sébastien Le Balp. Des nobles furent maltraités, des châteaux incendiés, des villes menacées, des bureaux de timbre et de tabac saccagés. Les révoltés exprimèrent leurs revendications dans des Codes paysans. Ils réclamaient l’adoucissement et parfois la suppression des droits seigneuriaux ;
  - les droits des vins à Mâcon en 1680 ;
  - la révolte du Papier timbré (1675).

#### Ailleurs
- Révolte paysanne slovène de 1635 (sl)
- 1637-1638 : Rébellion de Shimabara (Japon)
- 1640-1659 : Guerre des faucheurs (Catalogne), Corpus de Sang
- 1667-1675 : révolte des Angelets (Catalogne), en Roussillon
- 1687-1689 : Révolte des Gorretes (Catalogne), ou Revolta dels Barretines

## Vers la fin des Jacqueries?
La dernière grande révolte est celle des tard-avisés en 1707[réf. nécessaire]. Les révoltes se calment après 1702[réf. nécessaire]. Au XVIIIe siècle, on assiste à une fin des grandes guerres paysannes pour plusieurs raisons :
- on multiplie les petits impôts indirects, moins visibles et donc moins douloureux,
- la religion et l’État se rapprochent très fortement, les curés sont plus dociles, les paysans rejettent la violence de masse[réf. nécessaire].
- c’est un siècle de croissance agricole, qui voit monter un relatif individualisme paysan.

Mais les révoltes n’ont pas disparu, elles s’effectuent à plus petite échelle, elles évoluent vers des contestations antiseigneuriales.
- Révolte paysanne slovène de 1713 (sl)
- 1773-1775 : Guerre des Paysans russes
- 1782-1783 : Révolte des Masques Armés
- 1784 : Révolution transylvaine de 1784
- 1786-1787 : Révolte de Shays (Massachusetts)

Les jacqueries reprennent peu avant la Révolution française avec la guerre des farines. Pendant la Révolution, les paysans vont jouer un rôle majeur, notamment pendant la Grande Peur.
- 1789 : Grande Peur
- 1792 : Combat de Pontrieux
- 1792 : Révolte de Fouesnant
- 1798 : Guerre des Paysans (1798) en Flandres

## XIXesiècle
- 1802 : Révolte des Bourla-Papey (Canton de Vaud, Suisse)
- 1848 : Révoltés d'Ajain (Creuse)
- 1851-1864 : Révolte des Taiping (Chine)
- 1884 : Incident de Chichibu (Japon)
- 1894 : Révolte de Gobu (1894) (en) (Corée)
- 1894 - 1895 : Révolution paysanne Donghak (Corée)

## XXesiècle
- 1907 : Jacquerie paysanne roumaine de 1907
- 1917-1921 : Armées vertes (guerre civile russe)
- 1920-1921 : Révolte de Tambov (guerre civile russe)
- 1916-1922 : Révolte d'Oliborio Mateo en République dominicaine
- 1985-présent : Mouvement des sans-terre (Brésil)
- 1993-présent : Via Campesina

## XXIesiècle
- 2004 : Protestation de Tangshan (en) (Chine)
- 2005 : Manifestations de Dongzhou (Chine)
- 2018 : Mouvement des Gilets jaunes (caractérisation controversée[1],[2])
- 2024 : Mouvement des agriculteurs

## Dans la culture populaire

### Littérature
- Prosper Mérimée, La Jacquerie, 1828